# باغداسار آرزومانیان
باغداسار هایراپتی آرزومانیان (ارمنی: Բաղդասար Հայրապետի Արզումանյան؛ ۱ ژانویه ۱۹۱۶ – ۱۹ نوامبر ۲۰۰۱) یک معمار اهل ارمنستان بود.

## زندگی‌نامه
وی در ۱ ژانویه ۱۹۱۶ در باردزراوان به دنیا آمد و از مدرسه فنی آلکساندر تامانیان (۱۹۲۸–۱۹۳۶) فارغ‌التحصیل گشت. وی همچنین برنده جوایزی همچون نشان جنگ میهنی (درجه دو)، نشان ستاره سرخ، مدال به خاطر پیروزی مقابل آلمان در جنگ بزرگ میهنی، مدال تسخیر کونیگسبرگ شد. وی در ۱۹ نوامبر ۲۰۰۱ در سن ۸۵ سالگی در ایروان درگذشت.

## فعالیت‌ها
- طراحی کلیسای سارگیس مقدس، نور نورک

## یادداشت
1. ↑  Bardzravan
2. ↑  "St. Gregory the Illuminator" medal
3. ↑  Golden Medal of the Academy of Arts of the USSR

## نگارخانه

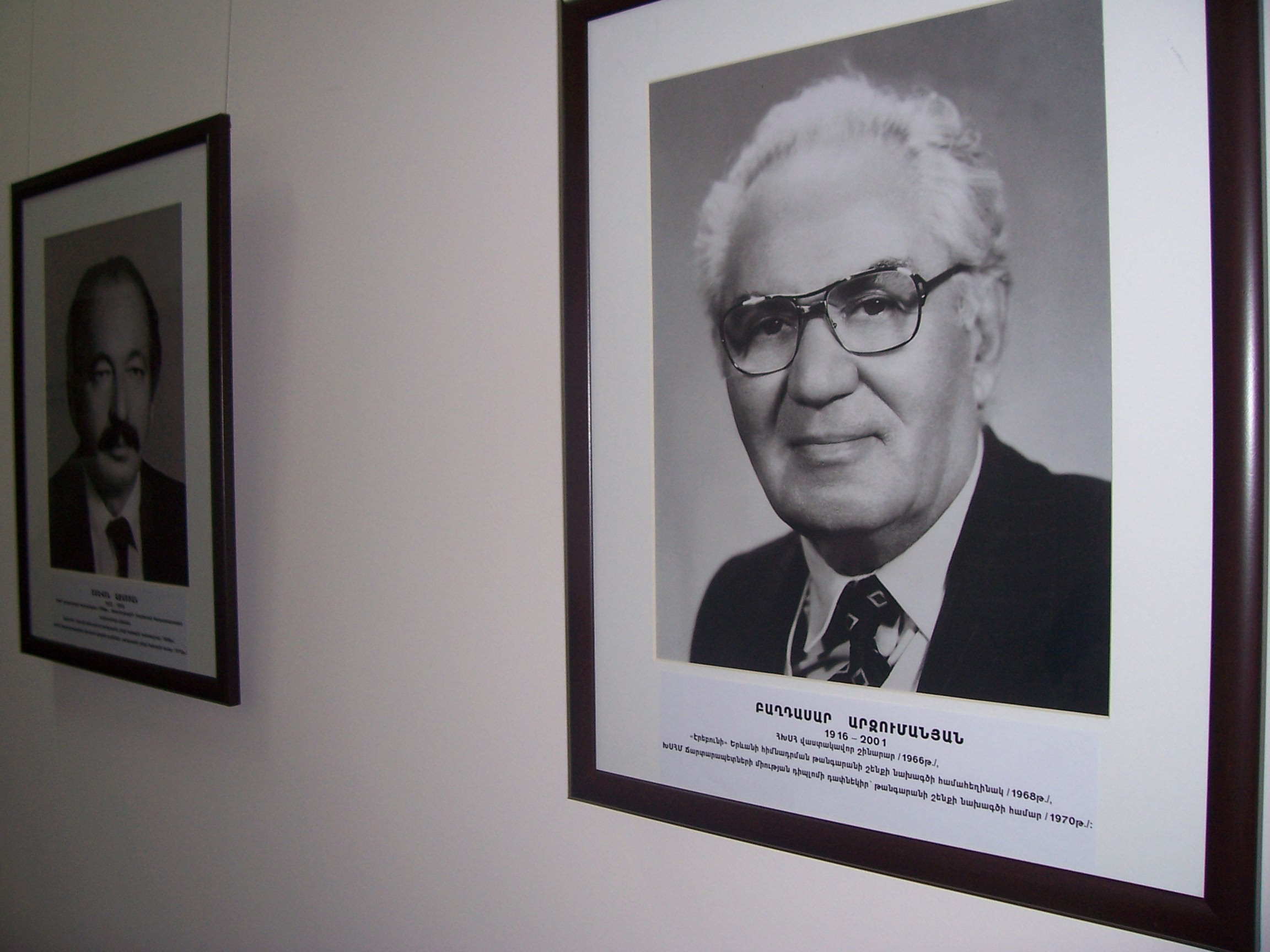
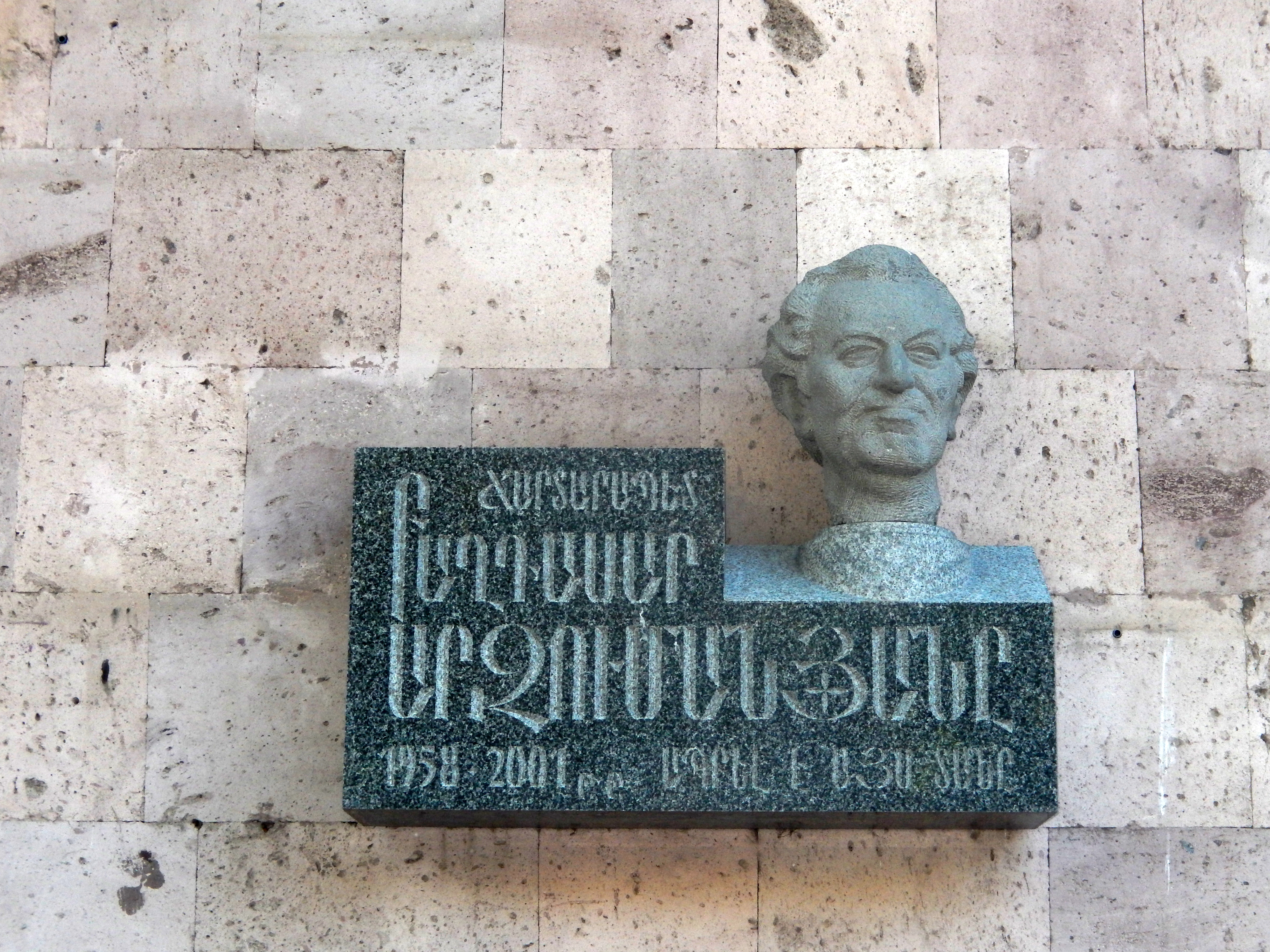
پلاک یادبود
شورای شهر وانادزورشورای شهر وانادزور
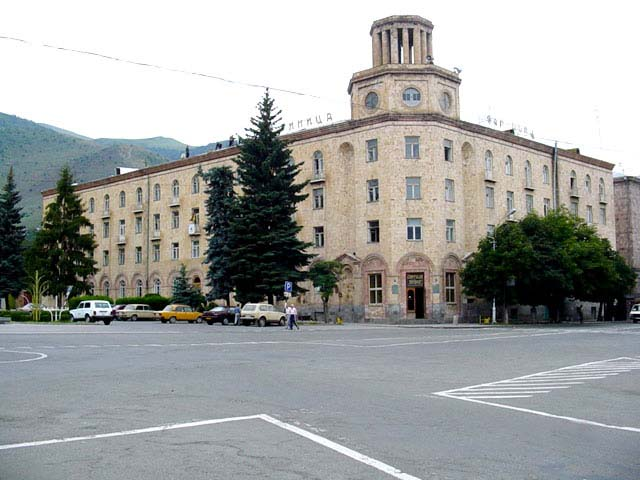
هتل گوگارک در وانادزور
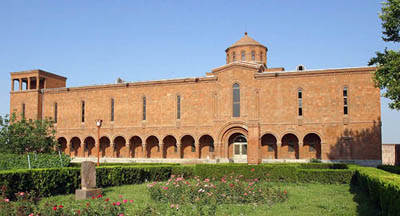
موزه آلکس و ماری مانوکیان